# Saúdské královské letectvo
Saúdské královské letectvo (Royal Saudi Air Force – RSAF) zajišťuje v rámci Saúdských ozbrojených sil, spolu se samostatnými leteckými složkami pozemních sil, národní gardy a námořnictva, obranu Saúdské Arábie. Vzdušné síly prošly řadou modernizačních programů v podobě pravidelných nákupů moderních bojových letounů. Nejpočetnější je flotila jednomístných stíhacích letounů F-15C a dvoumístných F-15D, sloužící k obraně vzdušného prostoru, doplněná útočnými letouny F-15S. K dispozici jsou rovněž letouny Eurofighter Typhoon, Panavia Tornado (ADV a IDS) či Northrop F-5 (jednomístné F-5A a dvoumístné F-5B).

## Přehled letecké techniky

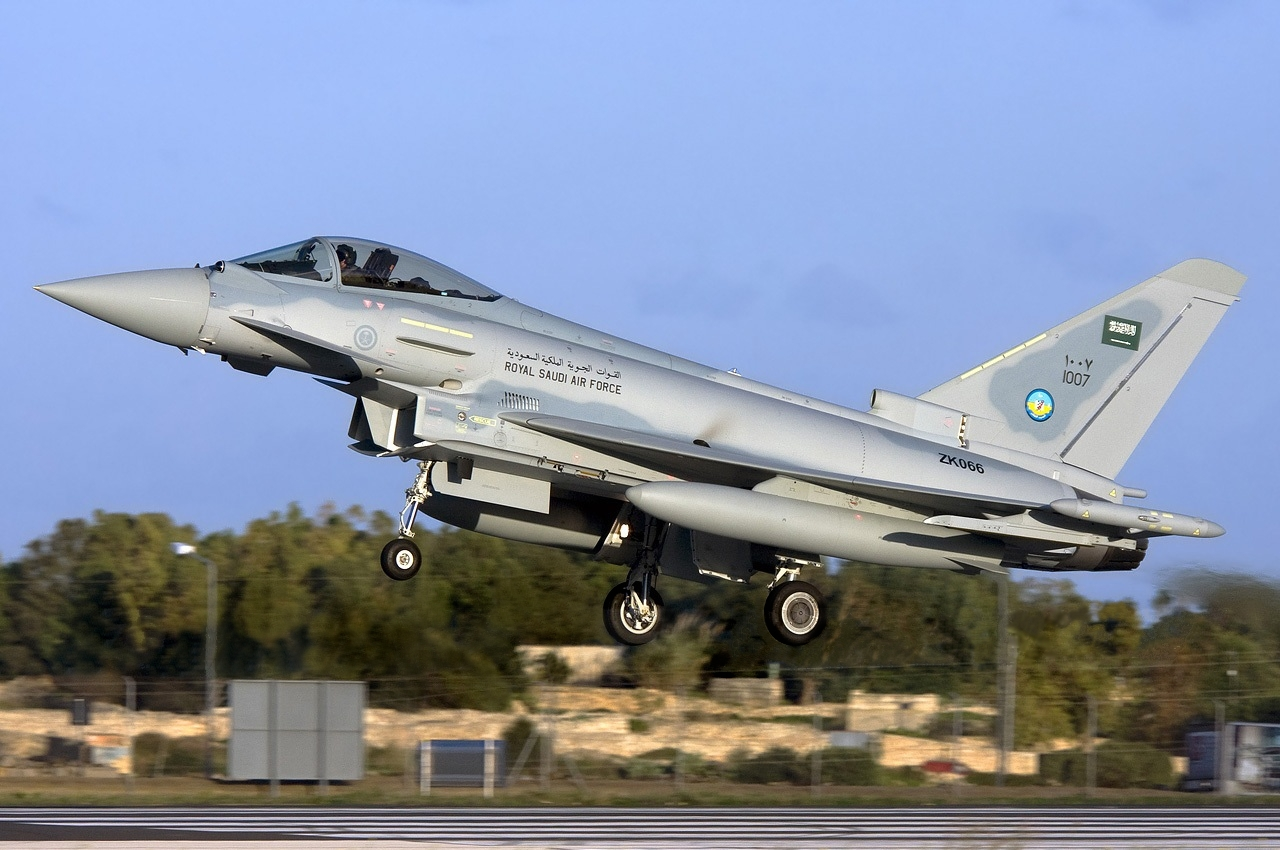
Saúdský Eurofighter Typhoon.

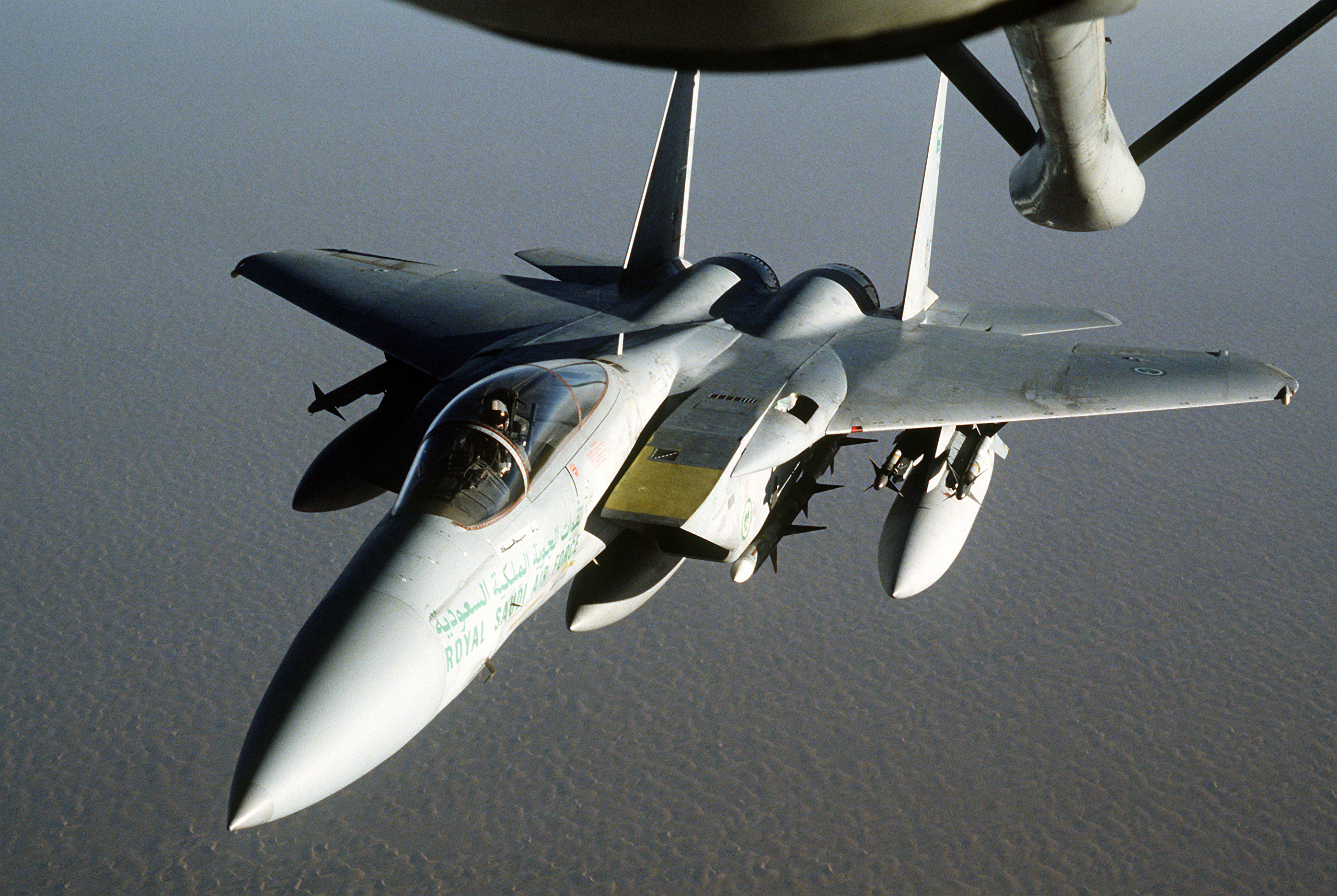
F-15C RSAF při doplňování paliva.

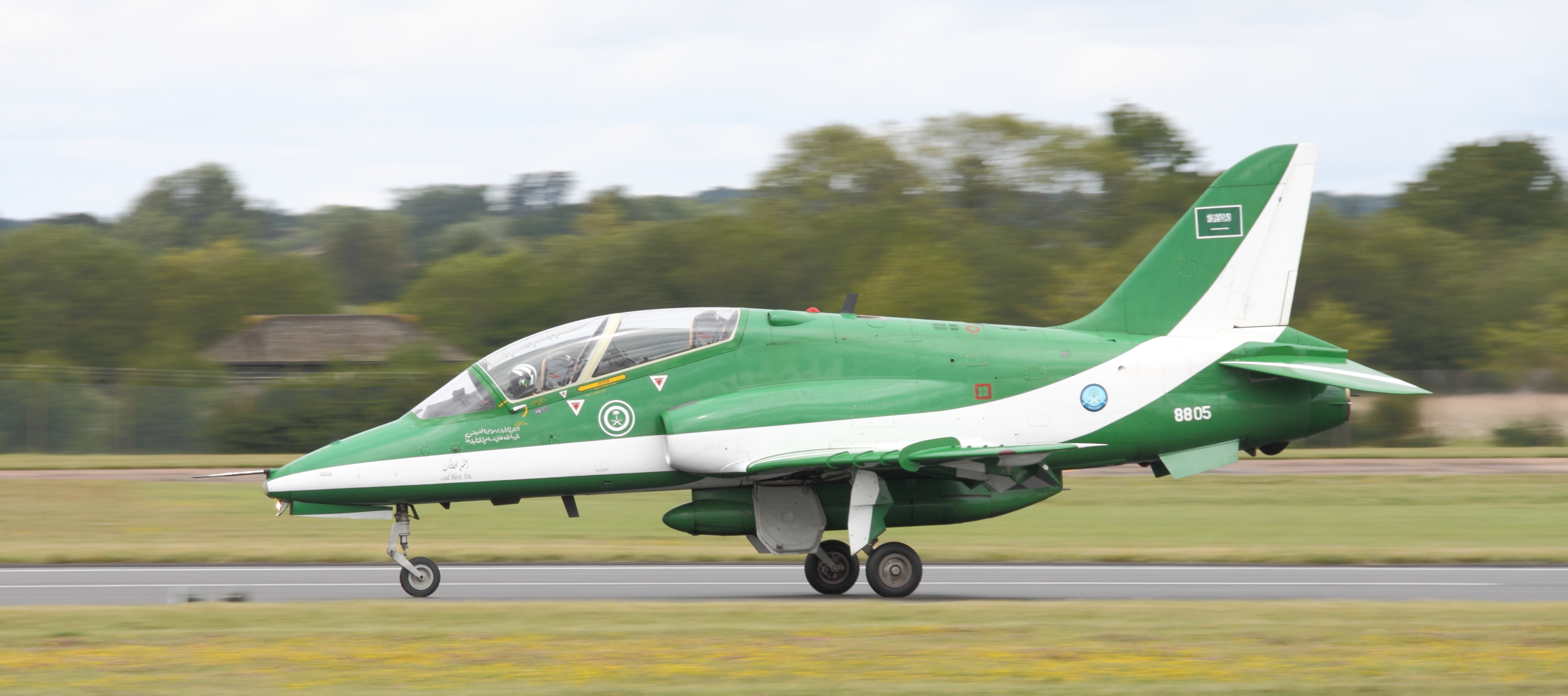
Saúdský BAE Hawk.

Tabulka obsahuje přehled letecké techniky Saúdského královského letectva podle Flightglobal.com.
| Název                                  | Původ                             | Určení                                                               | Verze                           | V aktivní službě |                |
| Bojové letouny                         | Bojové letouny                    | Bojové letouny                                                       | Bojové letouny                  | Bojové letouny   | Bojové letouny |
| -------------------------------------- | --------------------------------- | -------------------------------------------------------------------- | ------------------------------- | ---------------- | -------------- |
| Eurofighter Typhoon                    | EU                                | víceúčelový bojový letoundvoumístný bojový letoun                    | Tranche 2/3A                    | 5418             |                |
| McDonnell Douglas F-15 Eagle           | USA                               | víceúčelový stíhací letoundvoumístný stíhací letounstíhací bombardér | F-15CF-15DF-15S/SA Strike Eagle | 592186           |                |
| Panavia Tornado                        | Itálie/Německo/Spojené království | víceúčelový bojový letoun                                            | Tornado IDS                     | 81               |                |
| Speciální letouny                      |                                   |                                                                      |                                 |                  |                |
| Airbus A330 MRTT                       | EU                                | letoun pro transport a tankování paliva za letu                      |                                 | 4                |                |
| Boeing E-3 Sentry                      | USA                               | letoun včasné výstrahy/elektronického průzkumu                       | E-3A/RE-3A                      | 6                |                |
| Boeing KE-3 Sentry                     | USA                               | letoun pro tankování paliva za letu                                  | KE-3A                           | 7                |                |
| Beechcraft Super King Air              | USA                               | letoun pro elektronický boj                                          | King Air 350 EW                 | 5                |                |
| Lockheed KC-130H Hercules              | USA                               | letoun pro tankování paliva za letu                                  |                                 | 7                |                |
| Lockheed Martin KC-130J Super Hercules | USA                               | letoun pro tankování paliva za letu                                  |                                 | 5                |                |
| Saab 2000                              | Švédsko                           | letoun včasné výstrahy a varování                                    | SAAB 2000 AEW                   | 2                |                |
| Dopravní a transportní letouny         |                                   |                                                                      |                                 |                  |                |
| Antonov An-132                         | Ukrajina/Saúdská Arábie           | taktický transportní letoun                                          | Antonov/Taqnia An-132D          | 6                |                |
| Antonov An-178                         | Ukrajina                          | střední transportní letoun                                           |                                 | 30               |                |
| Beechcraft Super King Air              | USA                               | lehký dopravní/užitkový letoun                                       | King Air 350                    | 10               |                |
| British Aerospace Jetstream            | Spojené království                | lehký dopravní letoun                                                | BAe Jetstream 31                | 1                |                |
| CASA C-295                             | EU                                | taktický transportní letoun                                          | CASA CN-325                     | 2                |                |
| Cessna Citation                        | USA                               | spojovací letoun/business jet                                        | Cessna Citation Bravo           | 4                |                |
| Gulfstream IV                          | USA                               | spojovací letoun/business jet                                        |                                 | 1                |                |
| Lockheed C-130 Hercules                | USA                               | transportní letoun                                                   | C-130H/VC-130H                  | 33               |                |
| Lockheed Martin C-130J Super Hercules  | USA                               | taktický transportní letoun                                          | C-130J                          | 22               |                |
| Vrtulníky                              |                                   |                                                                      |                                 |                  |                |
| Bell 212/Bell 412                      | USA                               | užitkový vrtulník                                                    |                                 | 36               |                |
| Eurocopter AS332 Super Puma            | Francie                           | víceúčelový a transportní vrtulník                                   | H215M                           | 32               |                |
| Sikorsky UH-60 Black Hawk              | USA                               | transportní vrtulník                                                 | S-70/UH-60L                     | 2                |                |
| Cvičná letadla                         |                                   |                                                                      |                                 |                  |                |
| BAE Hawk                               | Spojené království                | proudový cvičný letoun                                               | Hawk Mk.65/65A/165              | 89               |                |
| Cirrus SR22                            | USA                               | cvičný letoun pro základní výcvik                                    |                                 | 25               |                |
| Pilatus PC-9                           | Švýcarsko                         | cvičný letoun                                                        |                                 | 48               |                |
| Pilatus PC-21                          | Švýcarsko                         | cvičný letoun                                                        |                                 | 55               |                |